# Staroslovenski prazniki
Večina današnjih praznikov ter šege in navade povezane z njimi izhajajo še iz predkrščanskega obdobja. Po vdoru krščanstva so bili prazniki preimenovani, največjrat po imenih svetnikov, vloge svetišč so prevzele cerkve, toda določene navade so se ohranile. Kot drugi narodi imamo tudi Slovenci zelo bogato izročilo naših prednikov.

## Prazniki
- 23. 4. Jurjevo in ostala pomladna praznovanja okoli pomladnega enakonočja
- 23. 6. Kupalo, poletni solsticij, imenovani tudi Kresna noč, praznik Kresnika
- 11. 11. vinotok: (Martinovo)
- 24. 12. zimski solsticij: Koleda oziroma današnji božič
- pustovanje, koledovanje